# 俄羅斯—美國關係
俄美關係（俄语：Российско-американские отношения），又稱美俄關係，是當今世界上最重要的外交領域之一，牽涉到俄罗斯联邦和美利堅合眾國这兩个国家。

## 國家概況
| 通称                 | 俄罗斯 | 美国 |
| 全称                 | 俄罗斯联邦 | 美利坚合众国 |
| -------------------- | --- | --- |
| 国徽                 | | |
| 国旗                 | 俄罗斯 | 美国 |
| 陸地面積             | 17,124,442 km2 (6,612,073 sq mi) | 9,833,520 km2 (3,796,742 sq mi) |
| 人口                 | 146,512,911 | 336,139,233 |
| 人口密度             | 8.4/km2 (21.8/sq mi) | 32.8/km2 (85/sq mi) |
| 首都                 | 莫斯科 | 華盛頓特區 |
| 最大城市             | 莫斯科 (~12.6 million) | 紐約 (~8.4 million) |
| 政府                 | 联邦制、半总统制 | 联邦制、两党制、总统制 |
| 首任领导人           | 留里克 (第一位斯拉夫民族的君主) 彼得大帝 (末任俄羅斯沙皇及首任俄羅斯皇帝) 列寧 (第一任人民委員會主席) 史達林 (第一任蘇共中央總書記) 叶利钦 (第一任俄罗斯联邦总统) | 乔治·华盛顿 (第一任美国总统) |
| 现任领导人           | 俄罗斯总统 佛拉迪米爾·普丁 俄罗斯总理 米哈伊尔·米舒斯京 | 美国总统 唐納德·川普 美国副总统 JD·萬斯 |
| 成立时间             | 862年 (基辅罗斯) 1991年12月12日 (别洛韦日协议) 1993年12月12日 (俄罗斯宪法) | 1776年7月4日 (宣布独立) 1783年9月3日 (独立性得到承认) 1788年6月21日 (美国宪法生效) |
| 官方语言             | 俄语 | 英语 |
| 本位货币             | 俄罗斯卢布 | 美元 |
| GDP（国际汇率）      | $1.710 万亿 | $22.675 万亿 |
| 外债（名义上）       | $5396 亿 (2017年底) | $20 万亿 (2019年3月) |
| GDP（PPP）           | $4.328 万亿 | $22.675 万亿 |
| 人均 GDP（国际汇率） | $11,654 | $68,308 |
| 人均 GDP（PPP）      | $29,485 | $68,308 |
| 人类发展指数         | 0.824 (非常高) | 0.920 (非常高) |
| 侨民                 | 30,000 美国人 | 约有 3,163,084 俄籍美国人 (包括俄罗斯裔的美国人) |
| 外汇储备             | $558,900 (2020年1月17日) | $128,883 (2019年10月25日) |
| 国防预算             | $61.4 亿 | $6490 亿 |
| 陆军规模             | 俄罗斯陆军 (2020) - 12,950 辆坦克 - 27,038 辆装甲车 - 6,083 个自走式火炮 - 4,465 个拖曳式火炮 - 3,860 个多管火箭炮 | 美国陆军 (2020) - 6,289 辆坦克 - 39,253 辆装甲车 - 1,465 个自走式火炮 - 2,740 个拖曳式火炮 - 1,366 个多管火箭炮 |
| 海军规模             | 俄罗斯海军 (2020) 总兵力：603 艘舰艇 - 1 艘航空母舰 - 16 艘驱逐舰 - 10 艘巡防舰 - 79 艘护卫舰 - 62 艘潜水艇 - 41 艘巡逻舰 - 48 艘布雷艇 | 美国海军 (2020) 总兵力：481 艘舰艇 - 11 艘航空母舰 - 91 艘驱逐舰 - 0 艘巡防舰 - 19 艘护卫舰 - 66 艘潜水艇 - 13 艘巡逻舰 - 11 艘布雷艇 |
| 空军规模             | 俄罗斯空军 (2020) 飞机总数：4,163 架 - 873 架战斗机 - 742 架攻击机 - 424 架运输机 - 497 架教练机 - 127 架特殊任务机 - 1,522 架直升机 - 531 架攻击直升机 | 美国空军 (2020) 飞机总数：13,264 架 - 2,085 架战斗机 - 715 架攻击机 - 945 架运输机 - 2,643 架教练机 - 742 架特殊任务机 - 5,768 架直升机 - 967 架攻击直升机 |
| 核弹头               | 6,500 个 (2019) | 6,185 个 (2019) |
| 经济同盟             | 欧亚经济联盟 | 经济合作与发展组织 |
| 军事同盟             | 集体安全条约组织 | 北大西洋公约组织 |
| 盟国                 | 集安组织： - 亞美尼亞 - 白俄羅斯 其他盟友： - 阿布哈茲 - 阿尔及利亚 - 安哥拉 - 阿尔察赫 - 布吉納法索 - 柬埔寨 - 中非 - 中华人民共和国 - 刚果共和国 - 古巴 - 多米尼克 - 顿涅茨克人民共和国 - 赤道几内亚 - 几内亚 - 印度 - 伊朗 - 伊拉克 - 卢甘斯克人民共和国 - 马达加斯加 - 莫桑比克 - 緬甸 - 纳米比亚 - 尼加拉瓜 - 巴基斯坦 - 巴勒斯坦 - 撒拉威阿拉伯民主共和國 - 圣基茨和尼维斯 - 聖多美和普林西比 - 塞爾維亞 - 南非 - 南奥塞梯 - 苏里南 - 叙利亚 - 德涅斯特河沿岸 - 委內瑞拉 (马杜罗政府) - 越南 - 葉門 (Iranian-aligned government) - 尚比亞 - 辛巴威 | 北约： - 阿尔巴尼亚 - 比利时 - 保加利亚 - 加拿大 - 捷克 - 丹麦 - 爱沙尼亚 - 法國 - 德国 - 希腊 - 匈牙利 - 冰島 - 義大利 - 拉脫維亞 - 立陶宛 - 盧森堡 - 蒙特內哥羅 - 荷蘭 - 北馬其頓 - 挪威 - 波蘭 - 葡萄牙 - 羅馬尼亞 - 斯洛伐克 - 斯洛維尼亞 - 西班牙 - 土耳其 - 英国 其他盟友： - 巴林 - 白俄羅斯 (opposition) - 巴西 - 智利 - 哥伦比亚 - 埃及 - 印度 - 以色列 - 日本 - 约旦 - 科索沃 - 科威特 - 马绍尔群岛 - 密克羅尼西亞聯邦 - 摩洛哥 - Myanmar (opposition) - 新西兰 - 阿曼 - 巴基斯坦 - 帛琉 - 巴拉圭 - 菲律賓 - 卢旺达 - 沙烏地阿拉伯 - 新加坡 - 南非 - 苏丹 - 瑞典 - Syria (opposition) - 中華民國 - 泰國 - 乌克兰 - 阿联酋 - 乌拉圭 - 委內瑞拉 (Guaido government) - 越南 - 葉門 (Saudi-aligned government) |

自1992年以来俄罗斯和美国的领导人

## 关系史

美俄核彈數量

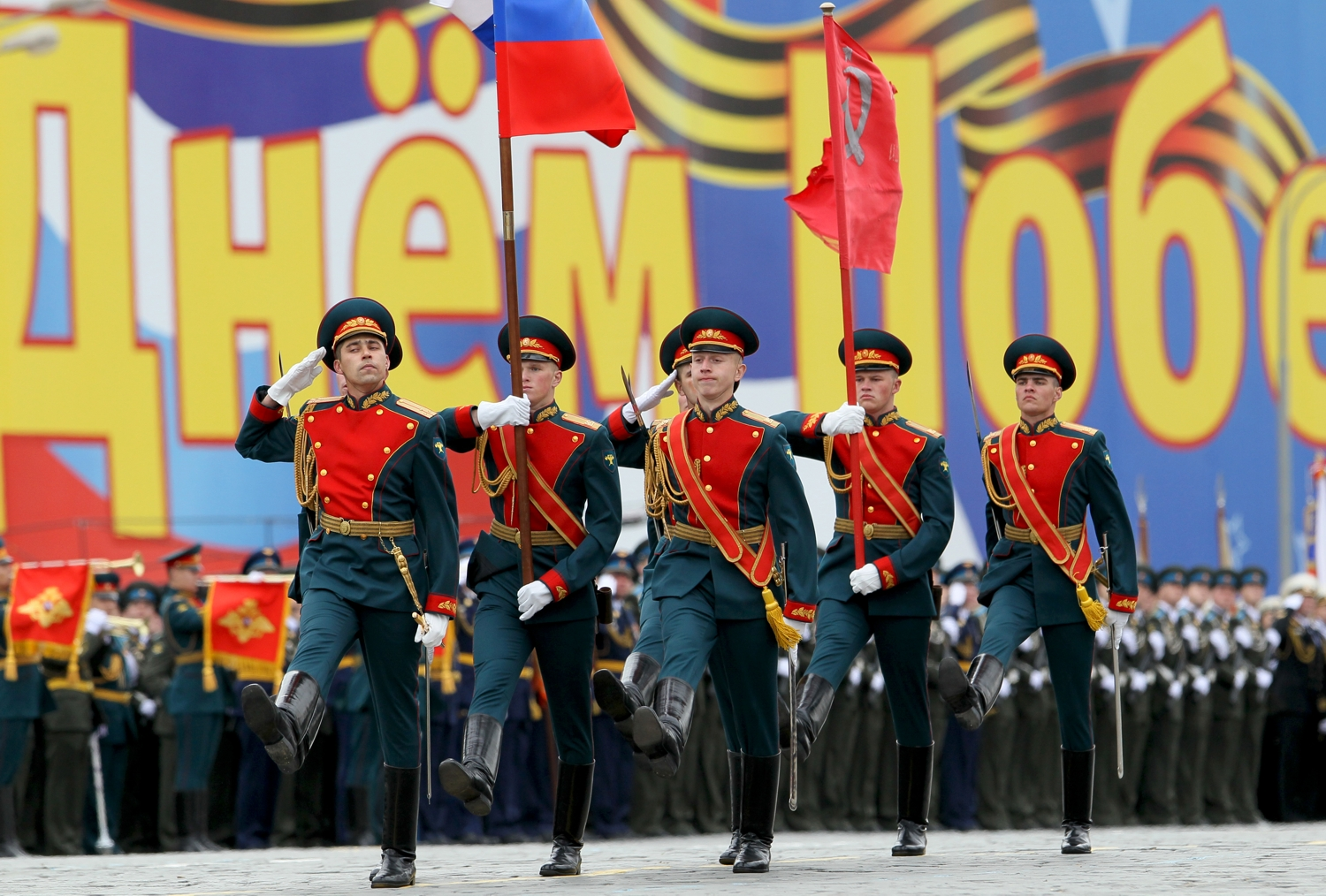
接受检阅的俄罗斯国旗及胜利旗仪仗队
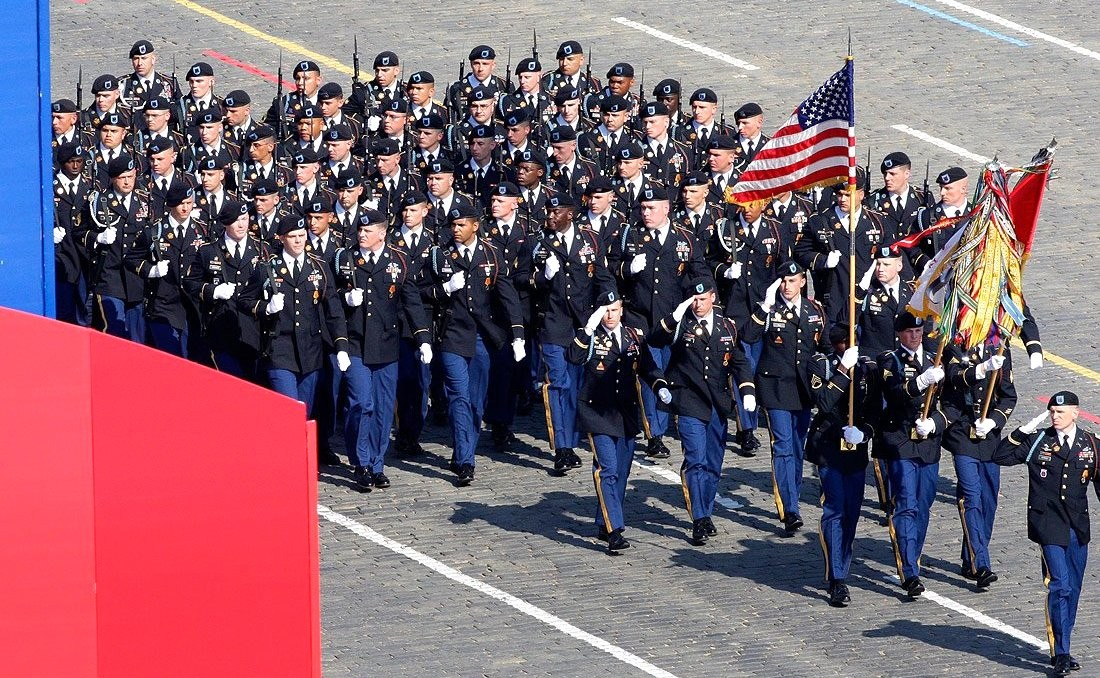
接受检阅的美国军队

### 沙俄和美国关系

俄美公司旗

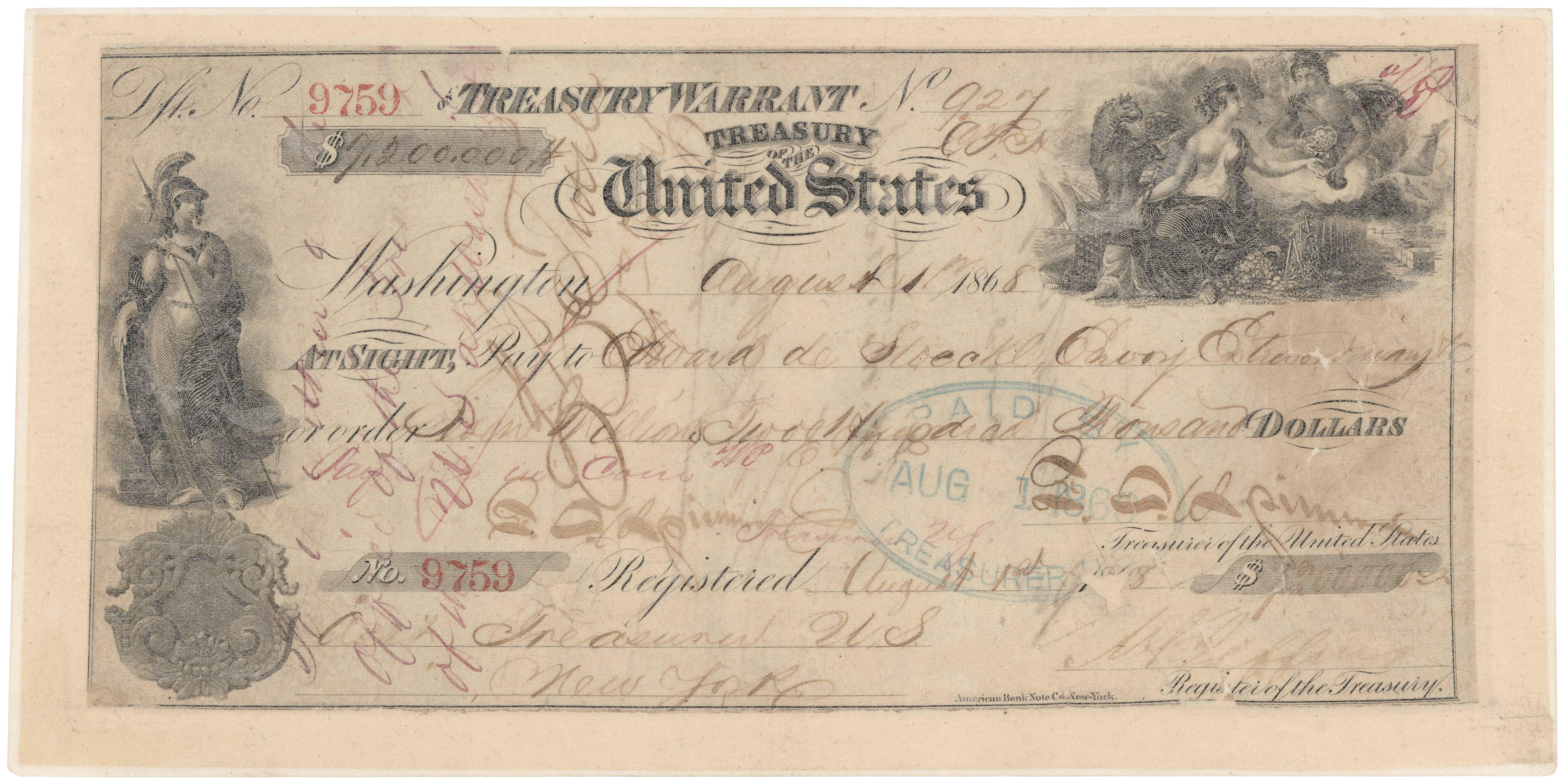
阿拉斯加買賣原始支票，面額720萬美金。

俄美关系最早可以追溯至1741年，當時的俄羅斯探險家白令第一次發現阿拉斯加後，而沙俄政府很快就吞并阿拉斯加，成為俄屬北美殖民地。俄羅斯與英属北美殖民地之間的小規模直接貿易始於1763年。這種貿易違反了英國的《航行法》，後者僅允許殖民地與英國進行貿易。
1775年4月19日，美国独立战争爆发，同年9月1日英國國王乔治三世致函俄羅斯女皇叶卡捷琳娜二世，请求出兵协助英国平乱以及英俄结盟的请求均被拒绝。1778年3月，叶卡捷琳娜二世发表武装中立宣言，明确反对英国的海上霸权。1780年，在俄国的组织下，欧洲成立了武装中立联盟。一定程度上阻挠了英国海军对美国军用物资的封锁。1783年英国承认美国独立。1794年11月，乔治·华盛顿任命拉塞尔为美国驻圣彼得堡领事。
1799年，在俄羅斯皇帝保羅一世的特許之下，由格里戈里·舍利霍夫和尼古拉·列扎諾夫共同創辦一個半官方性質的殖民貿易公司俄美公司。在該公司亞歷山大·巴拉諾夫的管理下，在新阿爾漢格爾斯克（今錫特卡）建立一個永久據點，並以此地來組織日漸繁榮的皮草貿易。美國和俄羅斯將彼此視為貿易夥伴。1801年，杰斐遜總統任命萊維特·哈里斯為第一任美國駐俄羅斯總領事。
1807年，美国驻英大使詹姆斯·门罗向俄国驻英代表处特使阿佩洛乌斯表达了两国正式建交的愿望。阿佩洛乌斯向时任俄國外交大臣安德烈亚斯·埃伯哈德·冯·布德伯格进行了汇报并给予回复。1808年8月，托马斯·杰斐逊任命威廉姆•肖特为美国驻俄国特命全权大使但被美国参议院否决，1809年3月任命约翰·昆西·亚当斯出任驻俄大使于同年6月得到通过。1809年4月，俄罗斯皇帝亚历山大一世任命帕连为沙俄驻美大使。两国正式建交。1824年的《美俄條約》劃定了俄羅斯美洲部分與英美俄勒岡州之間的邊界。
1853年到1856年，沙俄在克里米亞戰爭中被英法國聯軍擊敗，國庫空虛；阿拉斯加隔白令海峽的堪察加半島上的堪察加彼得罗巴甫洛夫斯克也遭到英法聯軍圍攻。另一方面，由於英國正在進一步加強在北美殖民地的發展，特別是在西部的英屬哥倫比亞，令俄國擔心日後最終會戰敗而失去這個易攻難守的阿拉斯加。俄國希望拉攏美國以牽制附近強大的英國勢力擴張。因此，俄國出於國家安全及戰略考慮，於1859年首次向美國提議賣出阿拉斯加，以圖制衡英國。可是由於美國正值發生南北戰爭，因此令計畫告吹。後來北方的亚伯拉罕·林肯勝出，俄羅斯皇帝亞歷山大二世指示時任首相再就阿拉斯加的買賣和美國國務卿威廉·亨利·西華德談判。談判從1867年3月初開始，並最終於1867年3月30日凌晨四時，俄美雙方達成協議，最終以700萬美元外加20萬美元手續費成交，該次的買賣條約亦在1867年4月9日在美國參議院以37票支持，2票反對的情況下獲得通過。1868年8月1日，里格斯銀行（今PNC銀行）兌現了給俄羅斯外交部的國庫支票，完成了美國對阿拉斯加的購買。

俄羅斯皇帝亞歷山大二世批准出售阿拉斯加文件。

### 美国和苏联关系

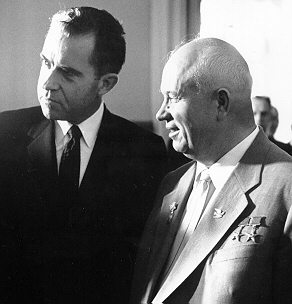
美国副总统理查德·尼克松会见苏联共产党第一书记赫鲁晓夫, 1959年

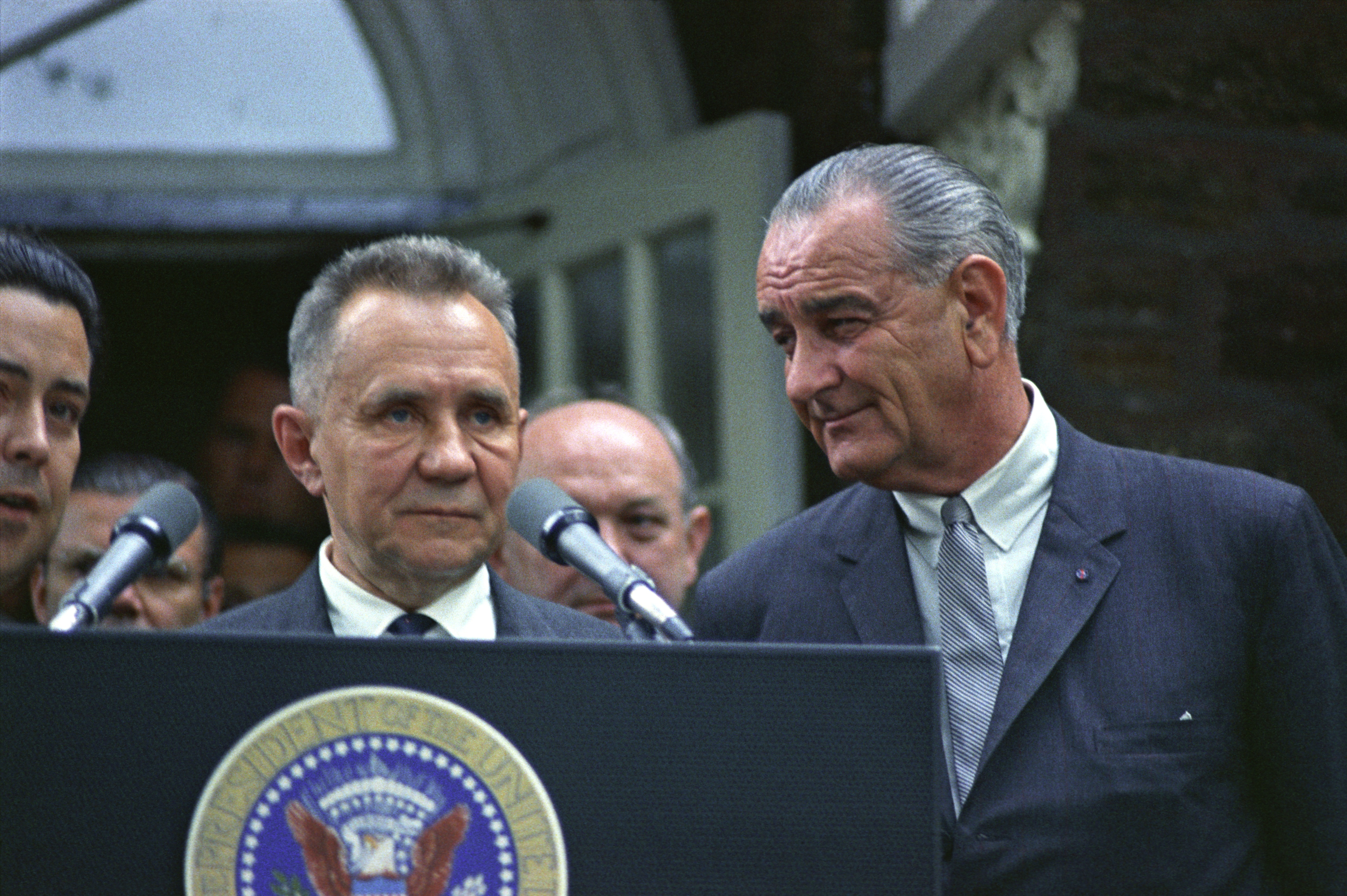
苏联部长会议主席阿列克谢·柯西金和美国总统林登·约翰逊在1967年葛拉斯堡罗峰会上

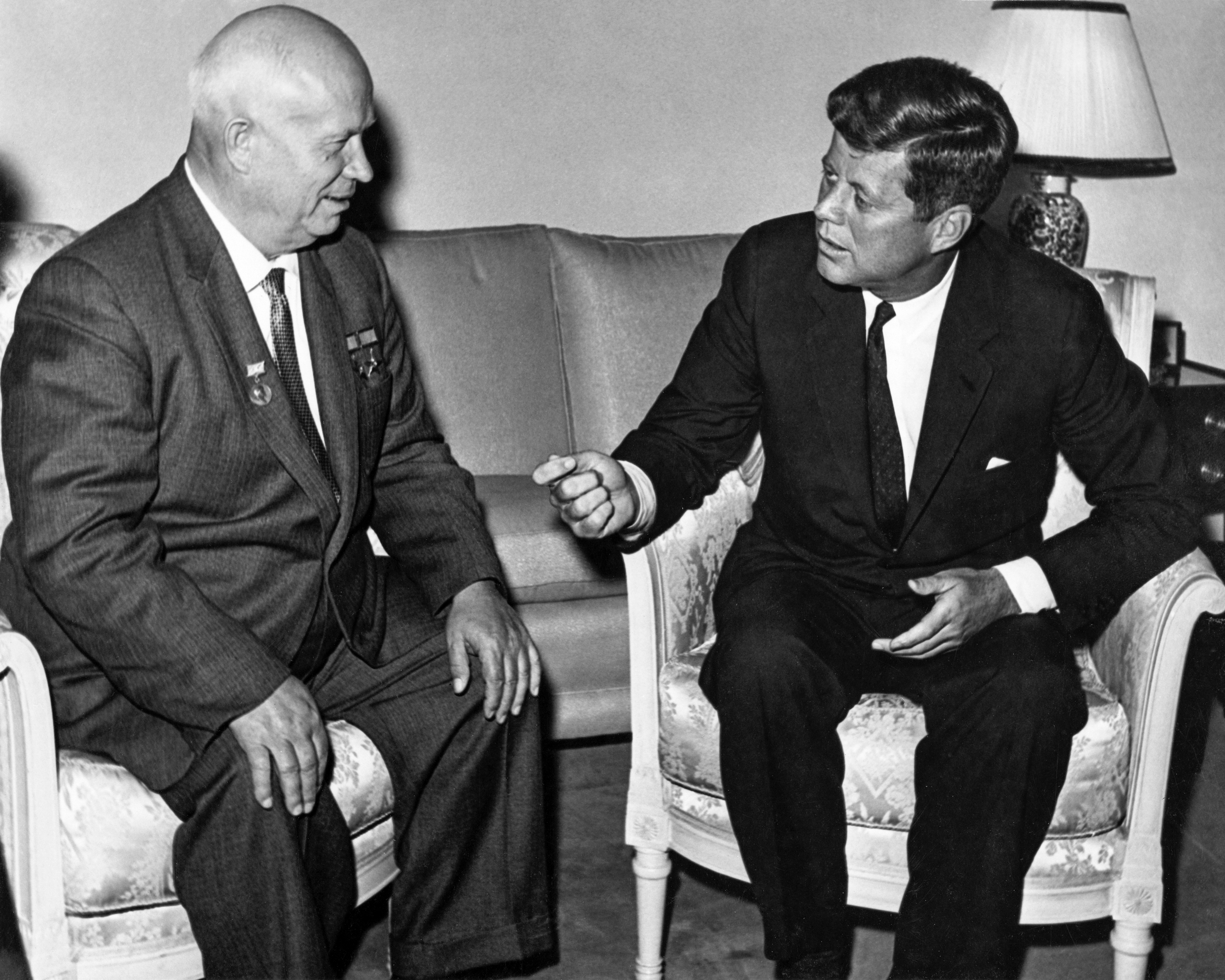
1961年美国总统约翰·F·肯尼迪会晤苏联共产党第一书记尼基塔·赫鲁晓夫

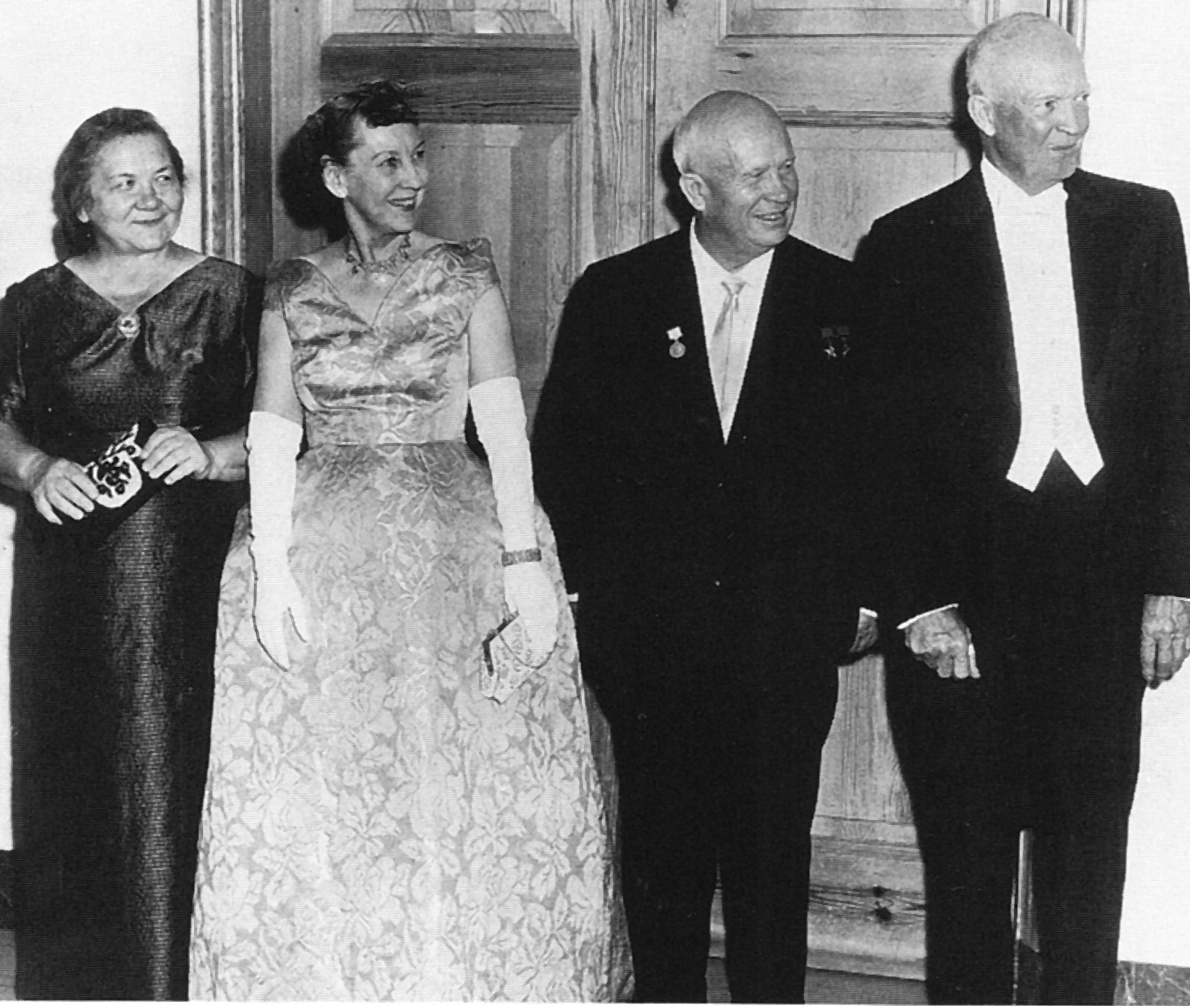
尼娜·赫鲁晓娃、玛米·艾森豪威尔、尼基塔·赫鲁晓夫、德怀特·艾森豪威尔在国宴上，1959年

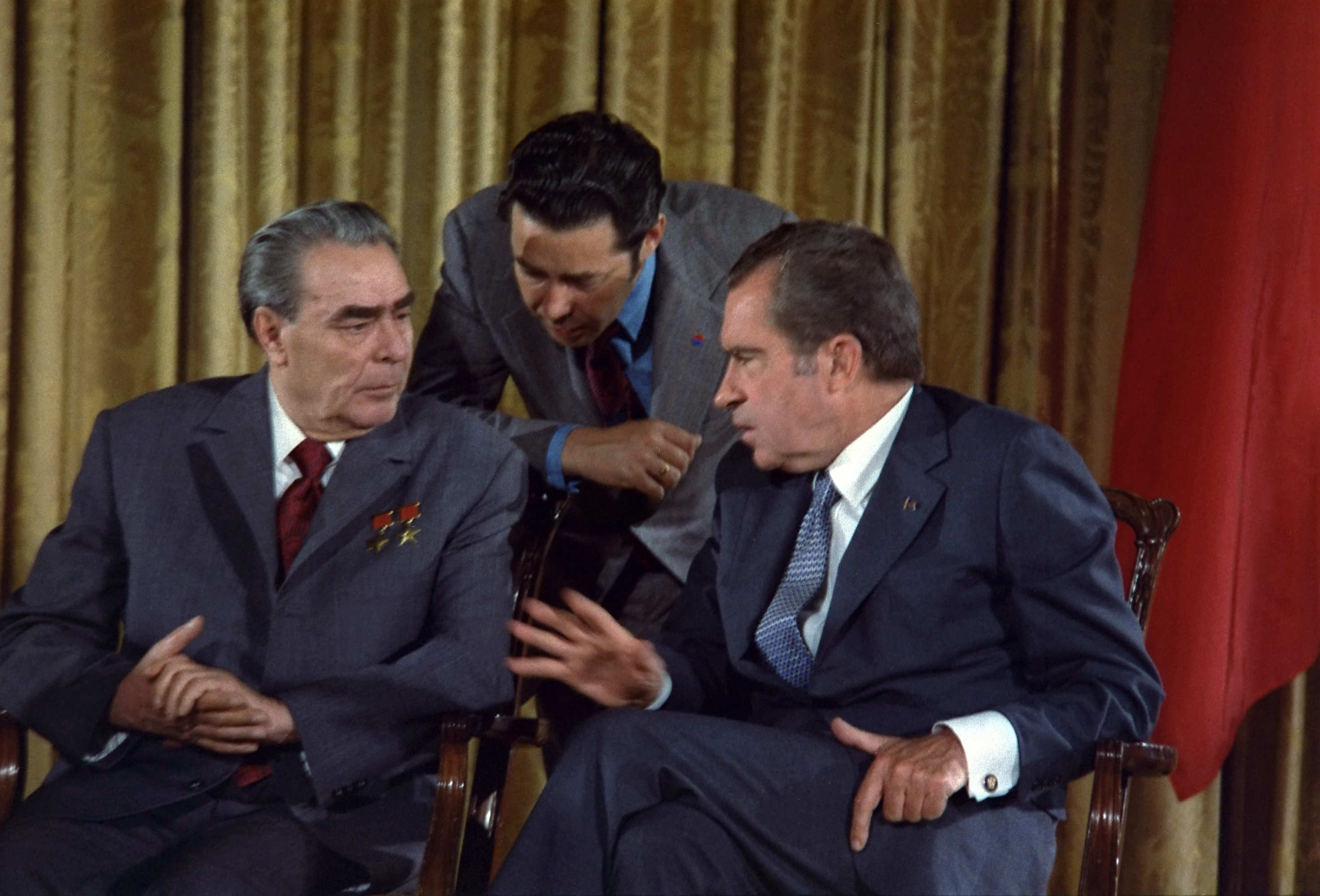
1973年苏联领导人访问美国期间，美国总统尼克松与苏共中央总书记勃列日涅夫会面

#### 一战时期
1917年布尔什维克革命过后，美国政府对苏维埃俄国采取敌视政策。美国对俄国实行禁运，还精心策划了一系列针对苏俄的隐蔽行动，包括暗中资助敌对势力。美国国务卿罗伯特·兰辛渴望在俄国实施拉夫尔·科尔尼洛夫将军曾在1917年建立的军事独裁。1918年8月，美国出兵干预俄国内战，美军在符拉迪沃斯托克和阿尔汉格尔斯克登陆。
美国对布尔什维克的敌意不单止源自对无产阶级革命的仇视。还担心日本向俄国控制的领土扩张，以及他们对捷克军团的支持，因此美国向俄国北部和西伯利亚派遣了少量军队。列宁在十月革命中上台后，俄国从第一次世界大战中退出，从而使德军将大量军队从东线调到西线。
美国干预俄国内战，与其说是直接进行军事干预，不如说是对白军各种形式的援助。提供主要的援助是补给和食物。美国总统伍德罗·威尔逊不想完全干预俄国，因为他相信许多俄国人并不完全支持红军，而是希望革命最终会逐渐走向更民主。咄咄逼人干预会让俄国人团结在一起，并将美国描绘成一个侵略者。

#### 二戰时期
第二次世界大戰時期美國和蘇聯為盟友關係，共同對抗軸心國為主的敵軍，但二戰末期兩國的競爭關係已經開始，對於誰先進駐柏林以及戰後領域的劃分開始競逐，美蘇的競爭關係也成為許多德國和日本戰犯能逃脫追究的契機，雙方在大量核武器相互保證毀滅的前提下維持和平。二战时美国通过租借法案向苏联提供的各种武器装备有时也出现在现今俄罗斯举行的一些武器和装备展览上。

#### 冷战时期

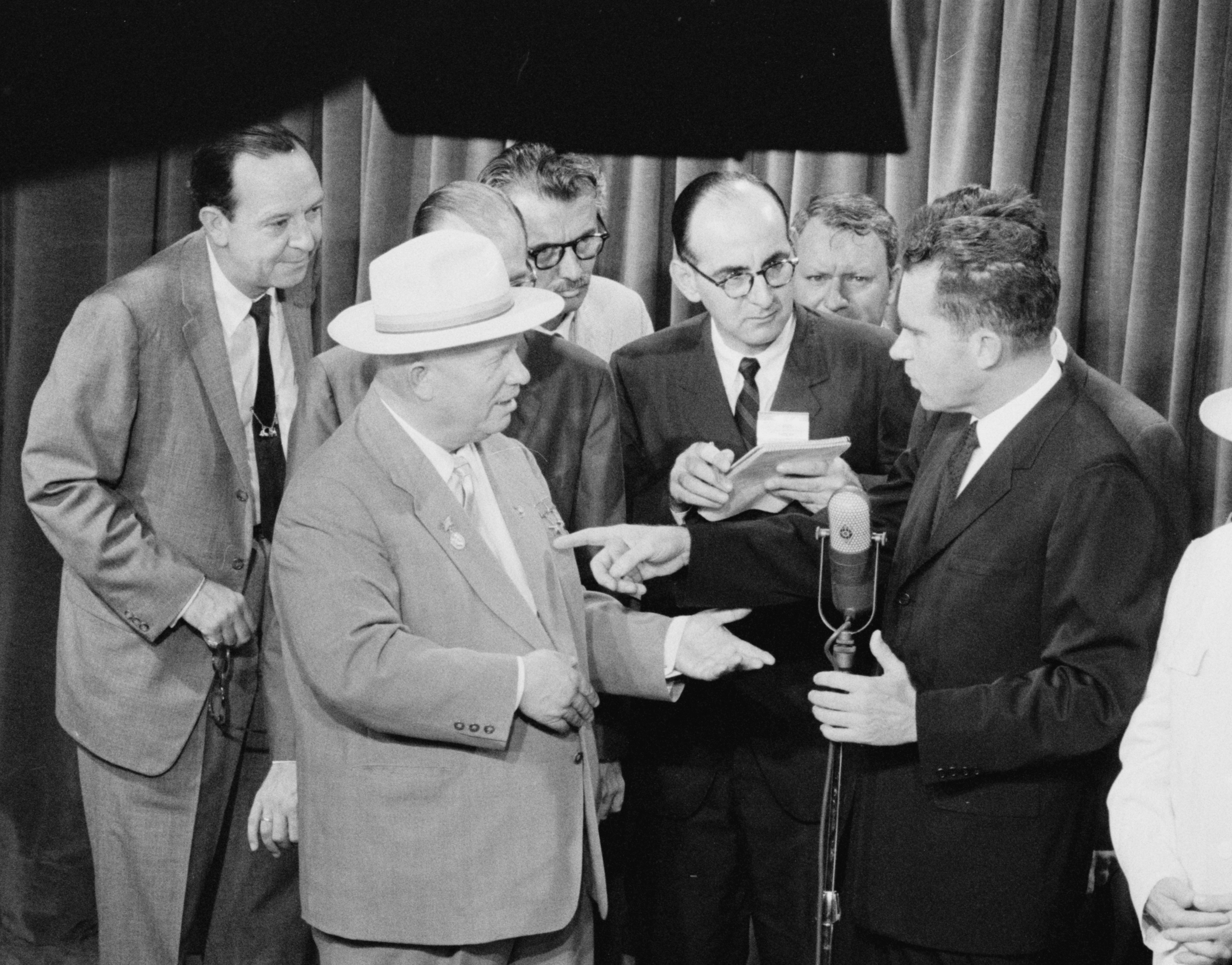
1959年7月苏共中央第一书记尼基塔·赫鲁晓夫和时任美国副总统的理查德·尼克森在莫斯科的美国国家展览会上展开的一场关于社会主义和资本主义各自优点的辩论，左二为赫鲁晓夫

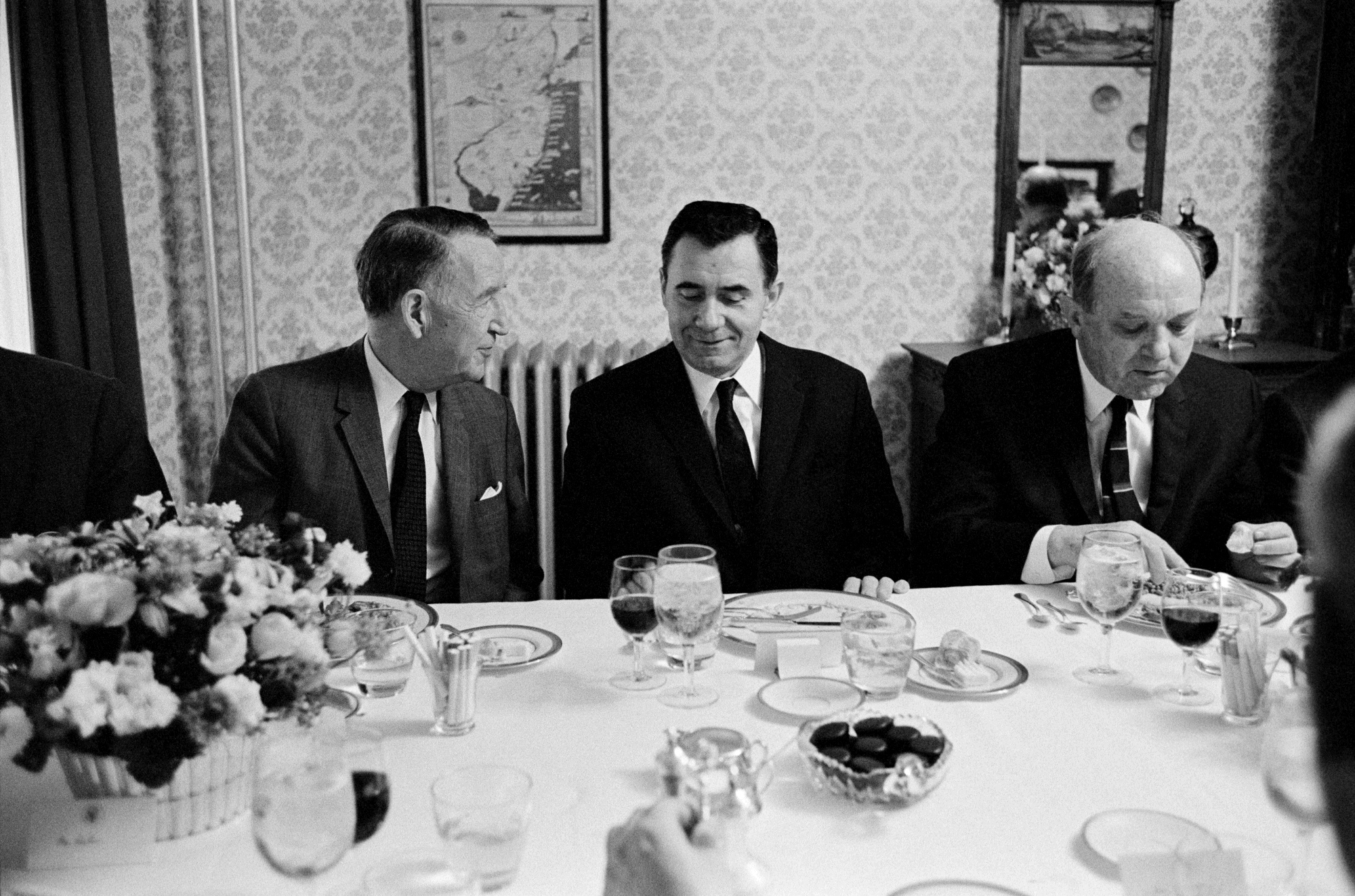
从左到右：卢埃林·汤普森、苏联外交部长安德烈·安德烈耶维奇·葛罗米柯和迪安·腊斯克

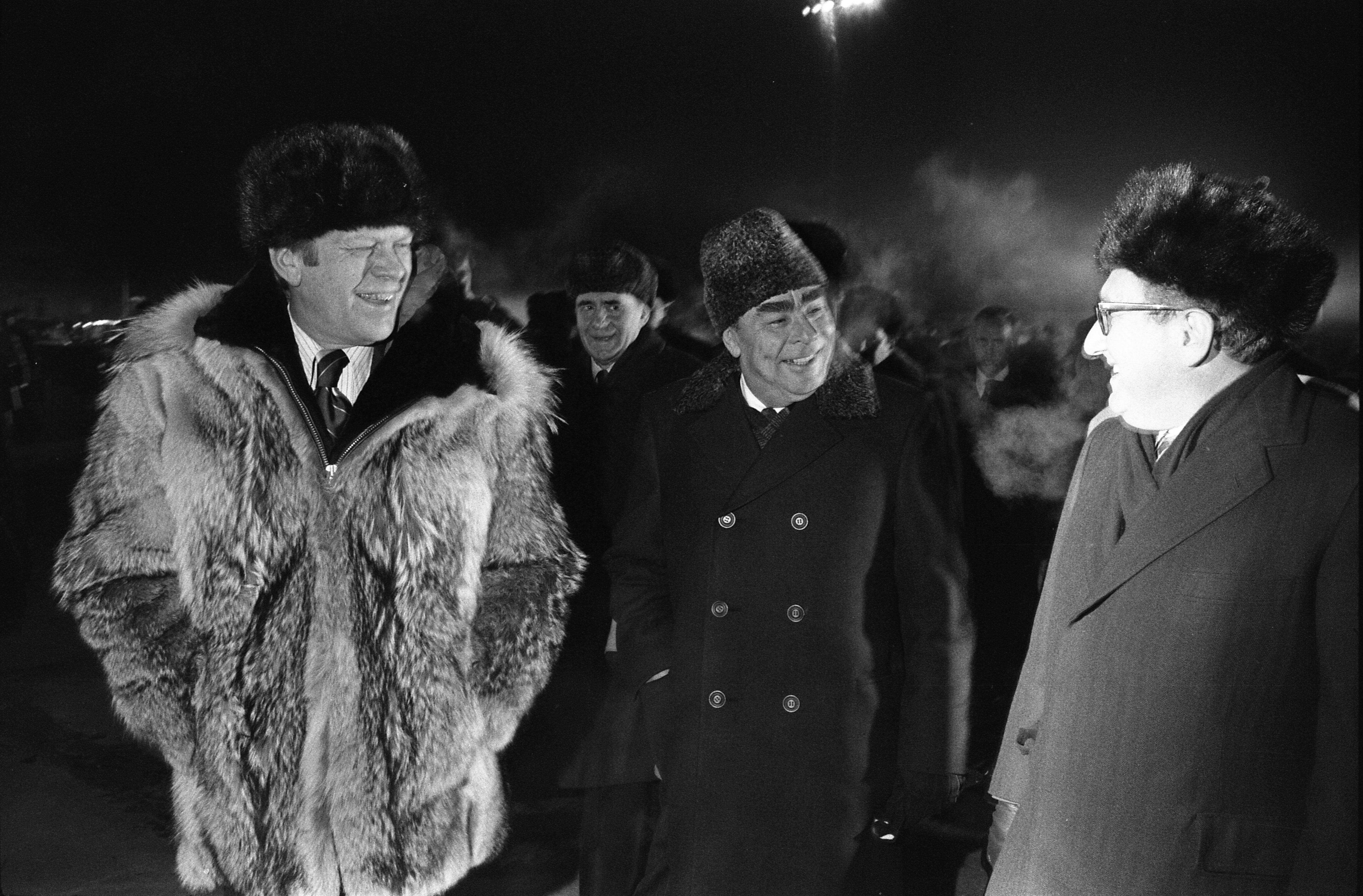
傑拉爾德·福特與苏联共产党总书记勃列日涅夫在1974年符拉迪沃斯托克峰會上非正式見面

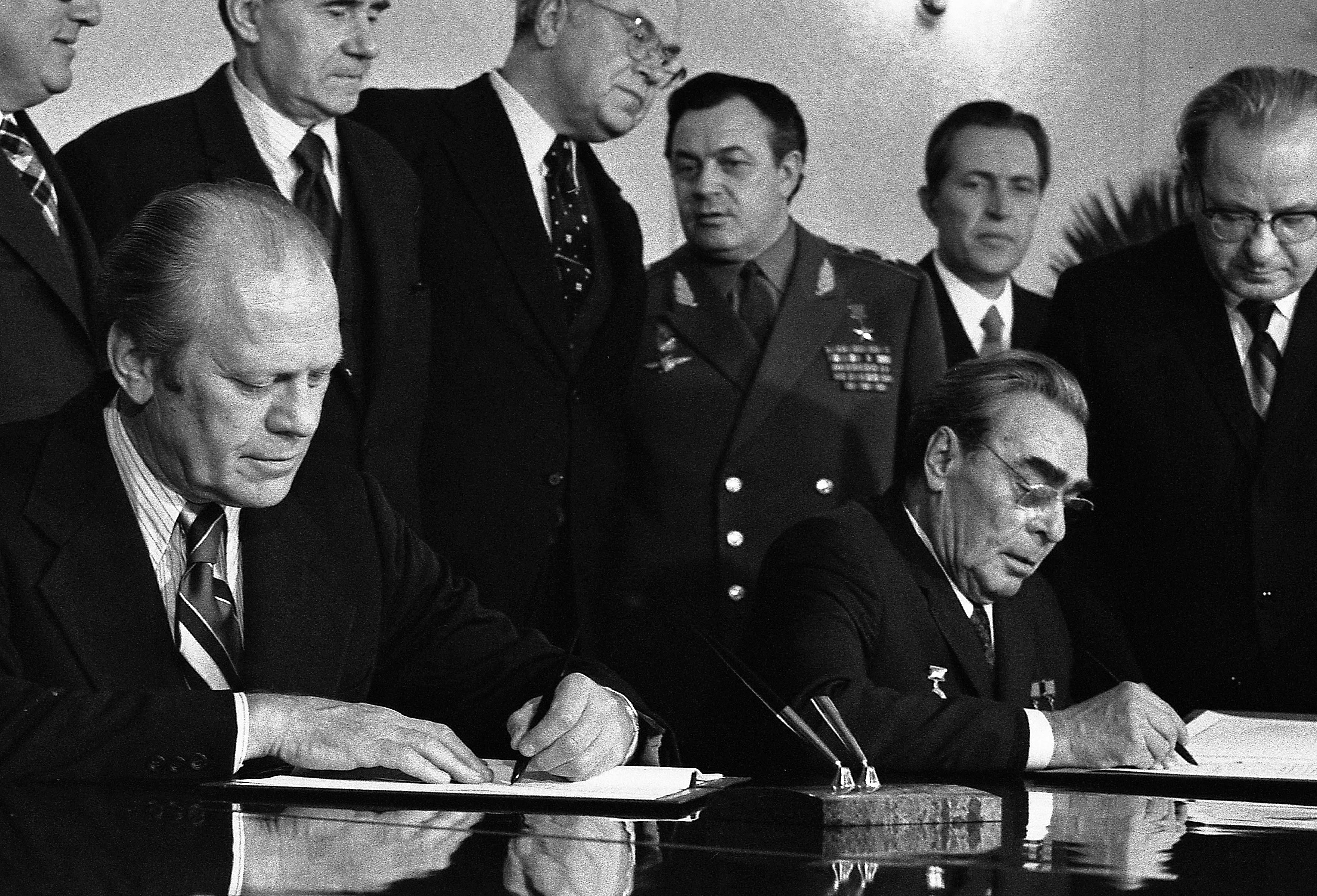
1974年美国福特總統與蘇聯勃列日涅夫總書記簽訂SALT I條約

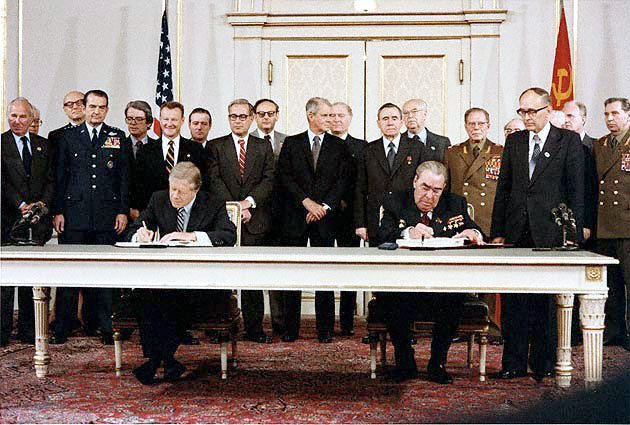
1979年美国卡特總統與蘇聯勃列日涅夫總書記簽訂SALT II條約

二战的结束后，苏联势力扩张到了东欧，西方国家担心苏联势力的扩张影响会到自身利益，尤其是已经在西欧建立了经济和政治主导地位的美国。1949年，苏联成功试爆了核武器，美国国内麦卡锡主义开始盛行，加上古巴革命中导致美国门罗主义者加强苏联的警惕，中央情报局秘密发动了1954年危地马拉政变以调查苏联是否在美洲支持革命势力的证据。
两国在意识形态上各自夺国际影响力。这场扩日持久的斗争，涉及大量地缘政治和局部战争，持续到苏联解体的1991年12月26日，史称冷战。两国也持续进行了一场核武器与常规武器的军备竞赛，史称美苏争霸。
美国推出马歇尔计划帮助欧洲发展经济。由于直接拒绝苏联参加援助计划意味着对盟友的公开不信任，美国国务卿乔治·马歇尔在他的演讲中依然十分坦诚地欢迎苏联加入马歇尔计划，以接受美国的援助。事实上美国国务院的官员们心里很清楚，斯大林根本不可能会同意参与该计划，同时美国国会也不会批准一个含有巨额对苏援助的议案。不久，苏联就出炉了马歇尔计划在东欧地区的“替代计划”，该计划主要包括了对东欧国家的经济援助以及发展东欧国家对苏联的贸易——这就是著名的莫洛托夫计划，也就是后来经济互助委员会的雏形。美国及其西欧盟国为对抗苏联，组建了是军事组织北大西洋公约组织。而苏联也组建类似的组织东方集团华沙条约组织予以反击。
1989年，美苏领导人宣布冷战结束。1991年，美苏两国在海湾战争中联合反对伊拉克。1991年7月31日，苏联共产党总书记米哈伊尔·戈尔巴乔夫和美国总统乔治·H·W·布什签订《第一阶段削减战略武器条约》，宣布削减两国部署的核弹头数量。但很多人把1991年苏联解体视为冷战的真正结束。

### 蘇聯解體後的俄美關係

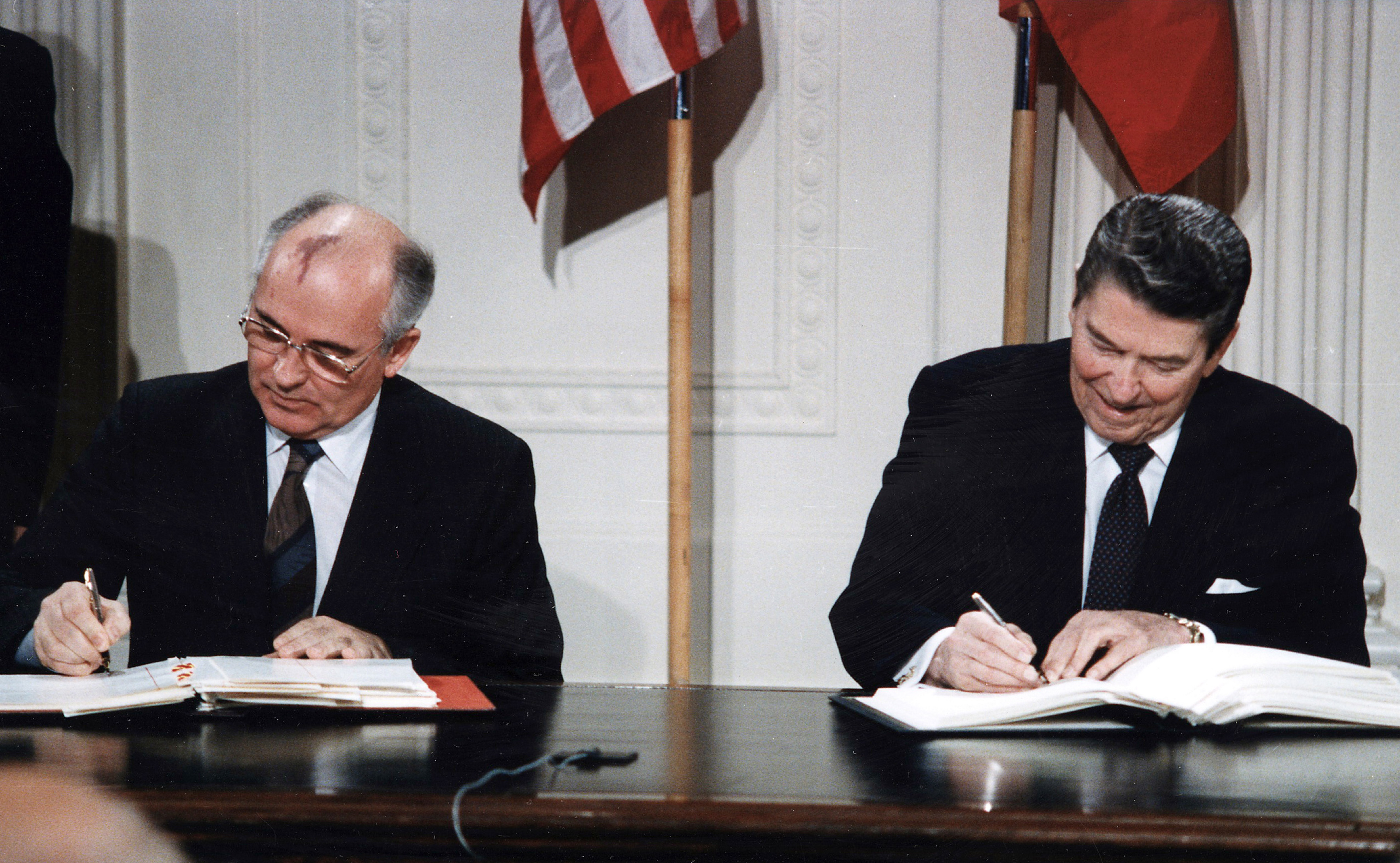
戈巴契夫和雷根一同簽訂中程飛彈條約，1987年。

雷根與蘇聯共產黨總書記戈巴契夫進行一對一會談。

蘇聯共產黨總書記米哈伊爾·戈巴契夫與美國總統雷根合攝於美國白宮圖書館。

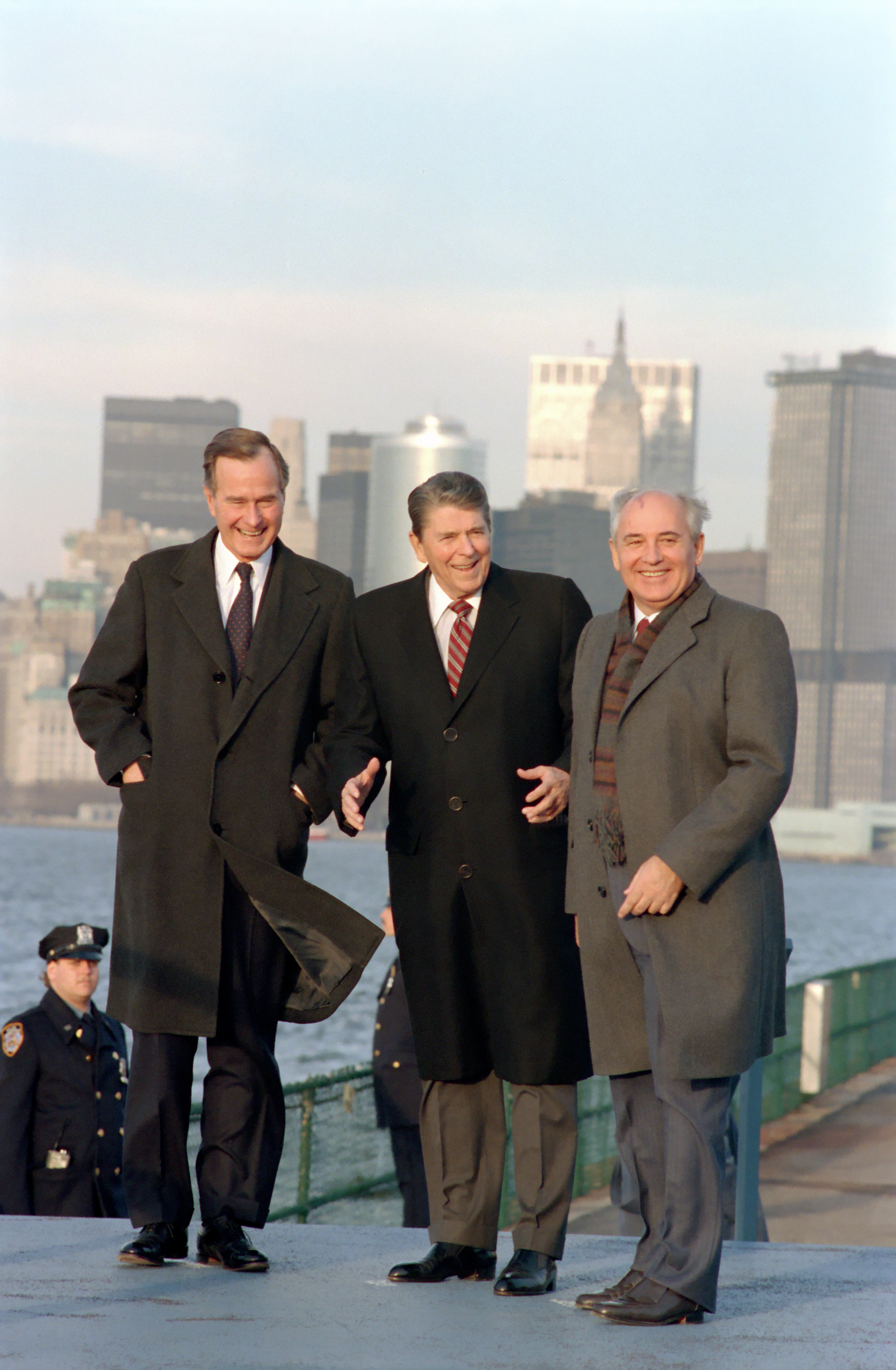
副總統布什和雷根與蘇聯共產黨總書記戈巴契夫在紐約市，1988年。

#### 政治關係

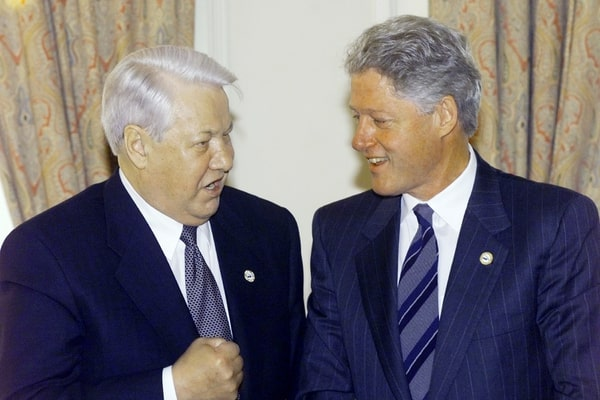
葉利欽與比爾·克林頓

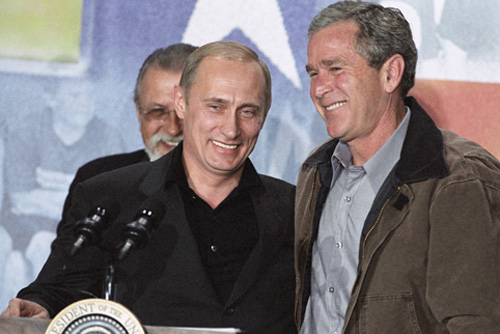
2001年普京與小布什合影

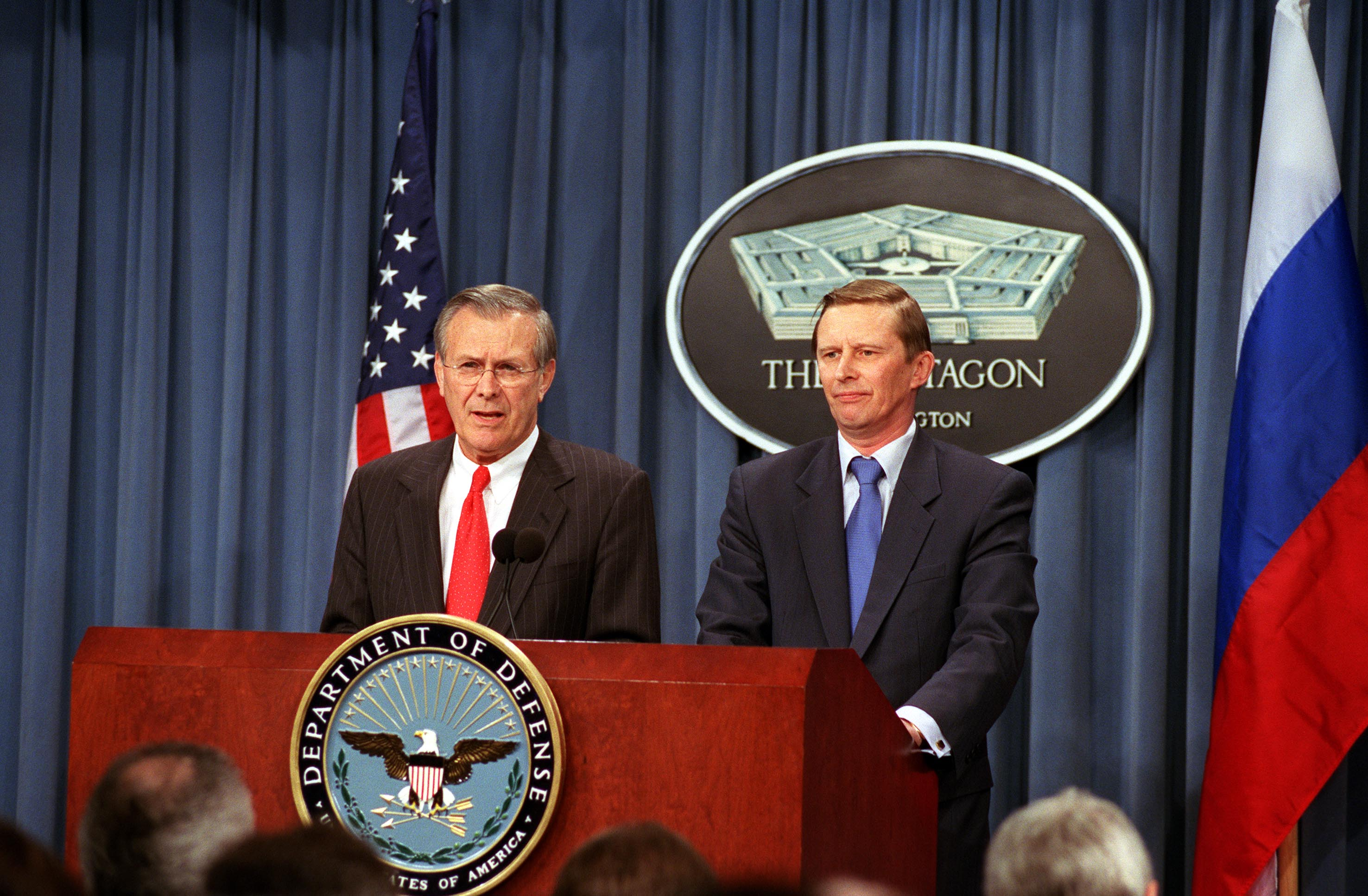
2002年美國國防部長唐纳德·拉姆斯菲尔德（左）與俄羅斯國防部長謝爾蓋·伊萬諾夫（右）召開聯合記者會

蘇聯最終在經濟不支的狀況下解體，之後與美國簽署第二阶段削减战略武器条约，俄羅斯繼承前蘇聯的聯合國席位和外交勢力圈，但之後長期的經濟不景氣導致國力和軍力下滑，約15年的時間中在國際上成為次要角色，而美國當時處於電腦革命的黃金年代，帶動了全球經濟和文化影響力成為唯一的超級強國。在此勢頭下北約東擴快速進行，俄羅斯戰略空間大幅壓縮卻又無力對抗，處於妥协的地位，直到2008年南奧塞梯戰爭，俄羅斯此後實際控制喬治亞的部分領土南奧塞梯和阿布哈茲後，美國開始重新注視俄羅斯的軍事動向。
但兩國間軍事透明度也有所增加，2002年起雙方的開放天空軍事條約生效。

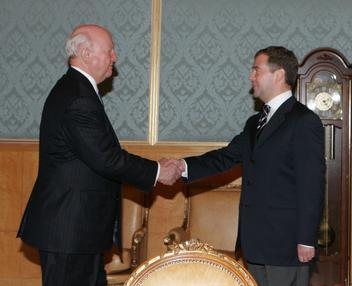
俄羅斯副總理梅德韋傑夫（右）與美國能源部部長山繆·包德曼會晤。

#### 克林頓政府
1994年12月5日，烏克蘭、俄羅斯、美國和英國在匈牙利首都布達佩斯簽署《布达佩斯安全保障备忘录》。這份備忘錄主要關注烏克蘭無核化，以及「尊重烏克蘭現有領土的獨立和主權」、「避免使用武力等方式威脅烏克蘭」。

#### 奧巴馬政府
奧巴馬上台后美俄关系一度有所改善。2009年3月6日，美國國務卿希拉蕊·柯林頓在瑞士日內瓦將一枚寫有英文和俄文「重啟」一詞的紅色按鈕交給俄羅斯外交部長拉夫羅夫，兩人同時按下按鈕，象徵重啟兩國交流。

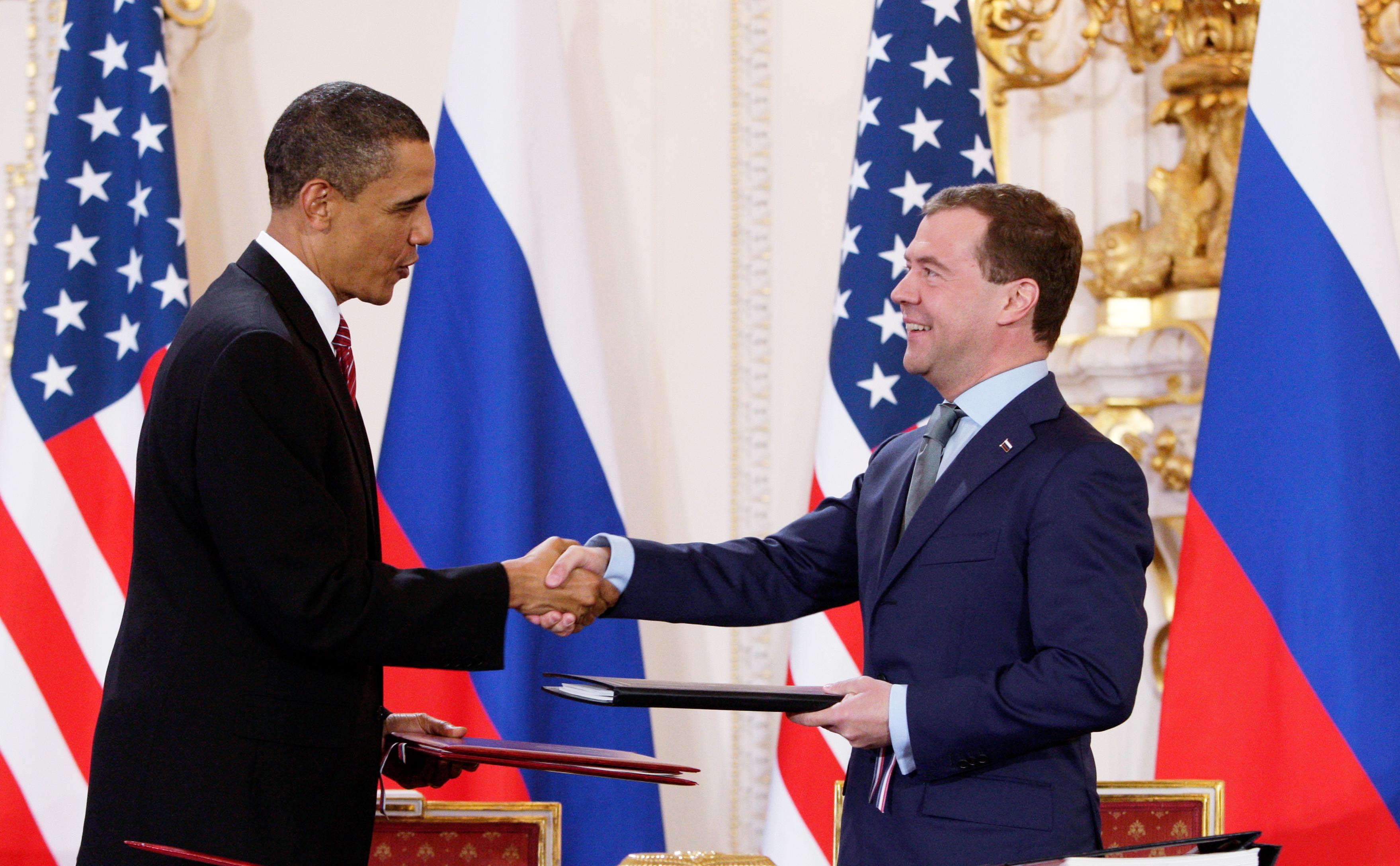
2010年4月，奥巴马与梅德韦杰夫签署削减核武器的《布拉格条约》

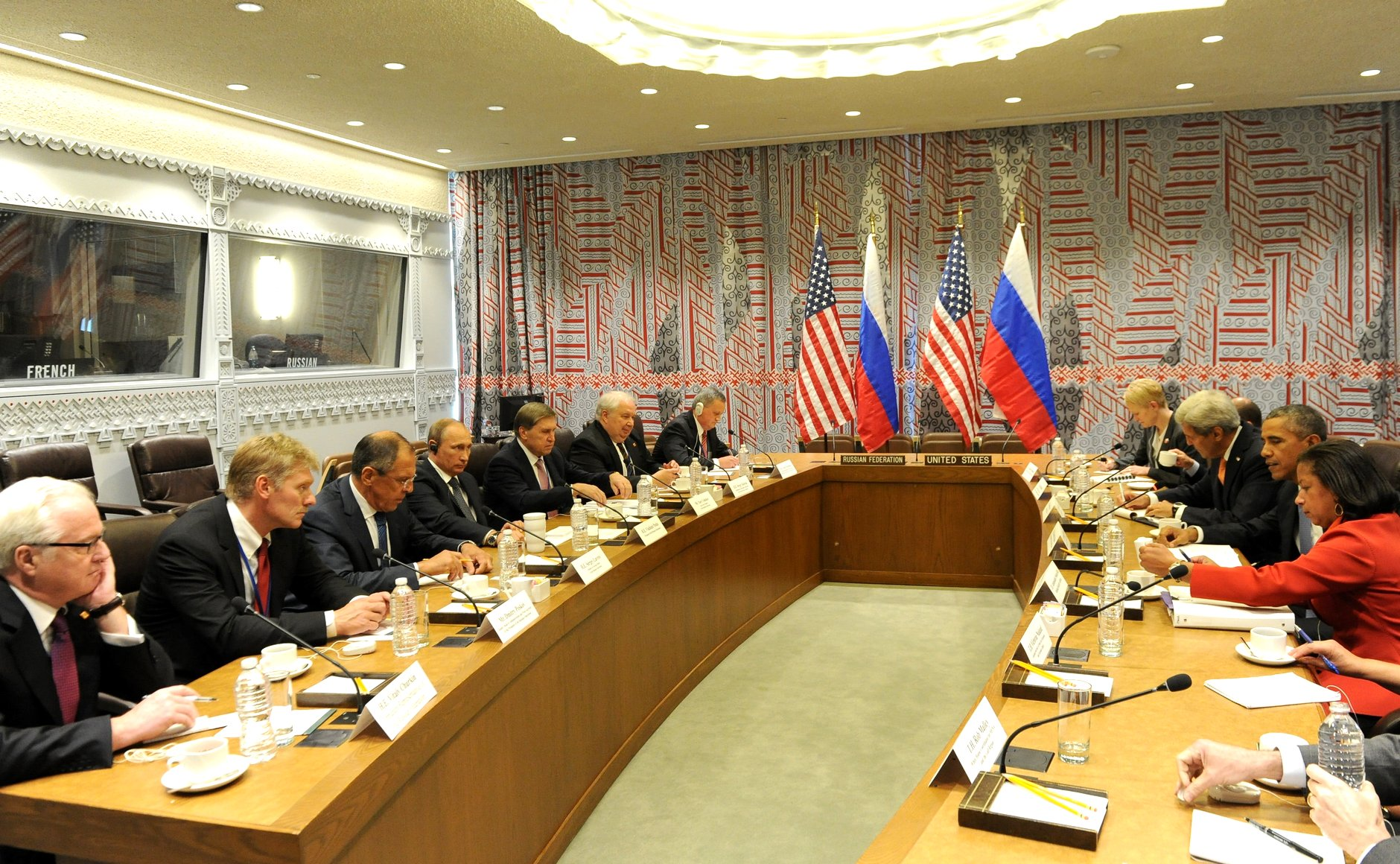
美国总统奥巴马于2015年9月29日與俄羅斯總統普京會面，談論敘利亞內戰及達伊沙。

2014年烏克蘭親歐盟示威事件爆發，導致2014年克里米亞危機，此為美俄關係由一次重大轉折點，因為俄羅斯認為不能任由北約及歐盟在克里米亞建立軍事基地，最後的戰略緩衝區不能失去，否則美國可以直接把核武飛彈和轟炸機部屬在莫斯科旁邊，俄國境內民氣高漲主戰派聲浪不斷，於是普京總統斷然下令出兵占领了克里米亞和介入烏克蘭內戰，建立了東烏的親俄勢力圈與親北約的西烏對峙至今。
2015年敘利亞內戰期間，遜尼派的恐怖組織伊斯蘭國攻城掠地並大舉屠殺，長期支持當地反对派势力的美、歐國家堅持不派地面部隊依靠轟炸的方式也沒有阻擋伊斯蘭國攻擊，當地的阿薩德總統長期是俄盟友，並有俄國當今唯一的海外海軍基地，俄利用此一局勢在阿薩德邀請下出兵敘利亞，並聯合伊朗、伊拉克、黎巴嫩真主黨等若干什葉派勢力提供地面特戰行動和轟炸定位，導致伊斯蘭國死傷慘重，在中東地區發生了微妙的民心影響。
現今的美俄關係還是建立在大量核武器相互保證毀滅的前提下維持不直接交戰，因為俄羅斯還是繼承了蘇聯的核武儲備和軍事科技，但外交與意識形態戰爭白熱化。

#### 第一屆特朗普政府

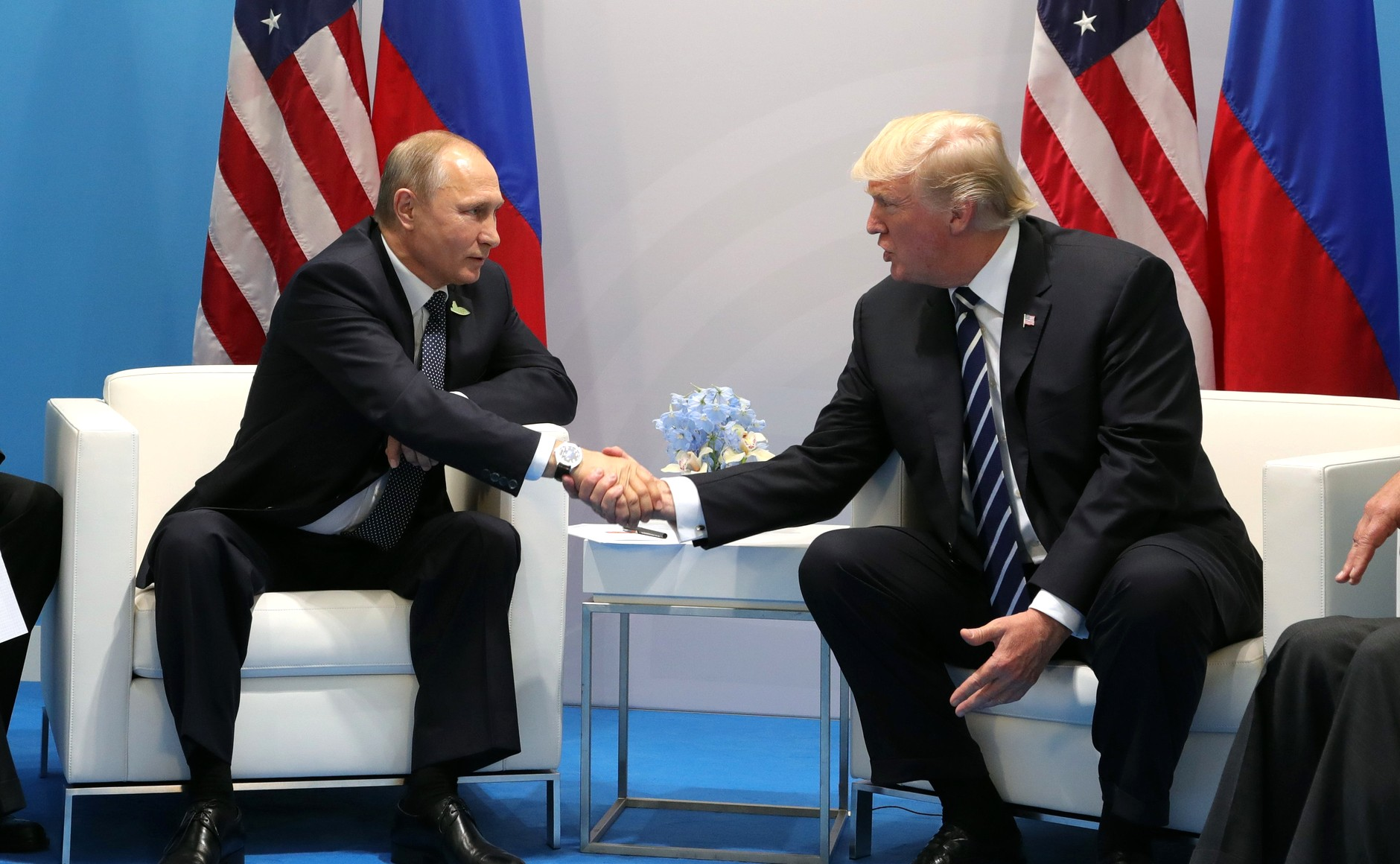
2017年7月7日，普京在2017年二十國集團漢堡峰會會見美國總統唐納·川普

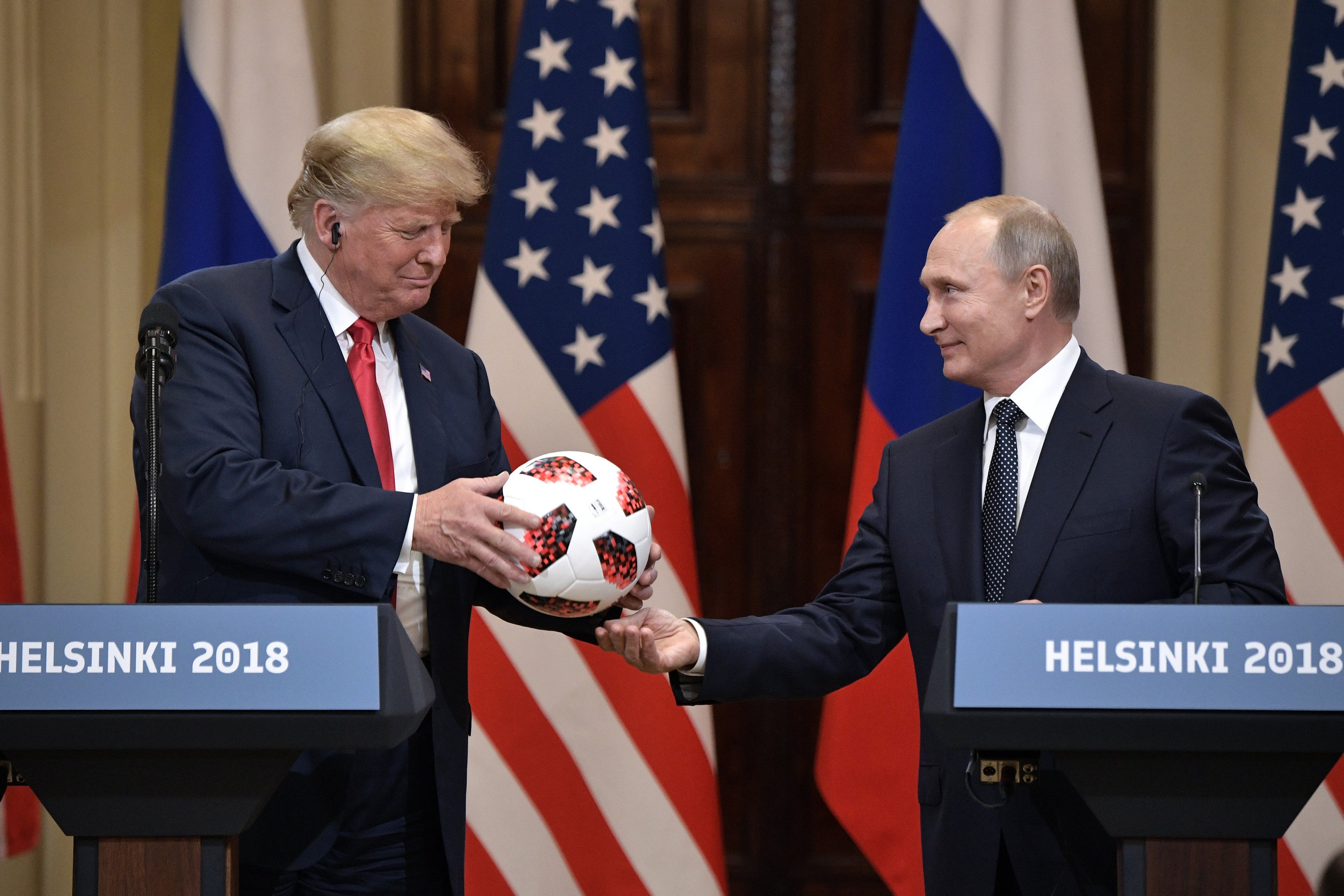
普京向特朗普赠送2018年世界杯足球赛官方用球电视之星 18

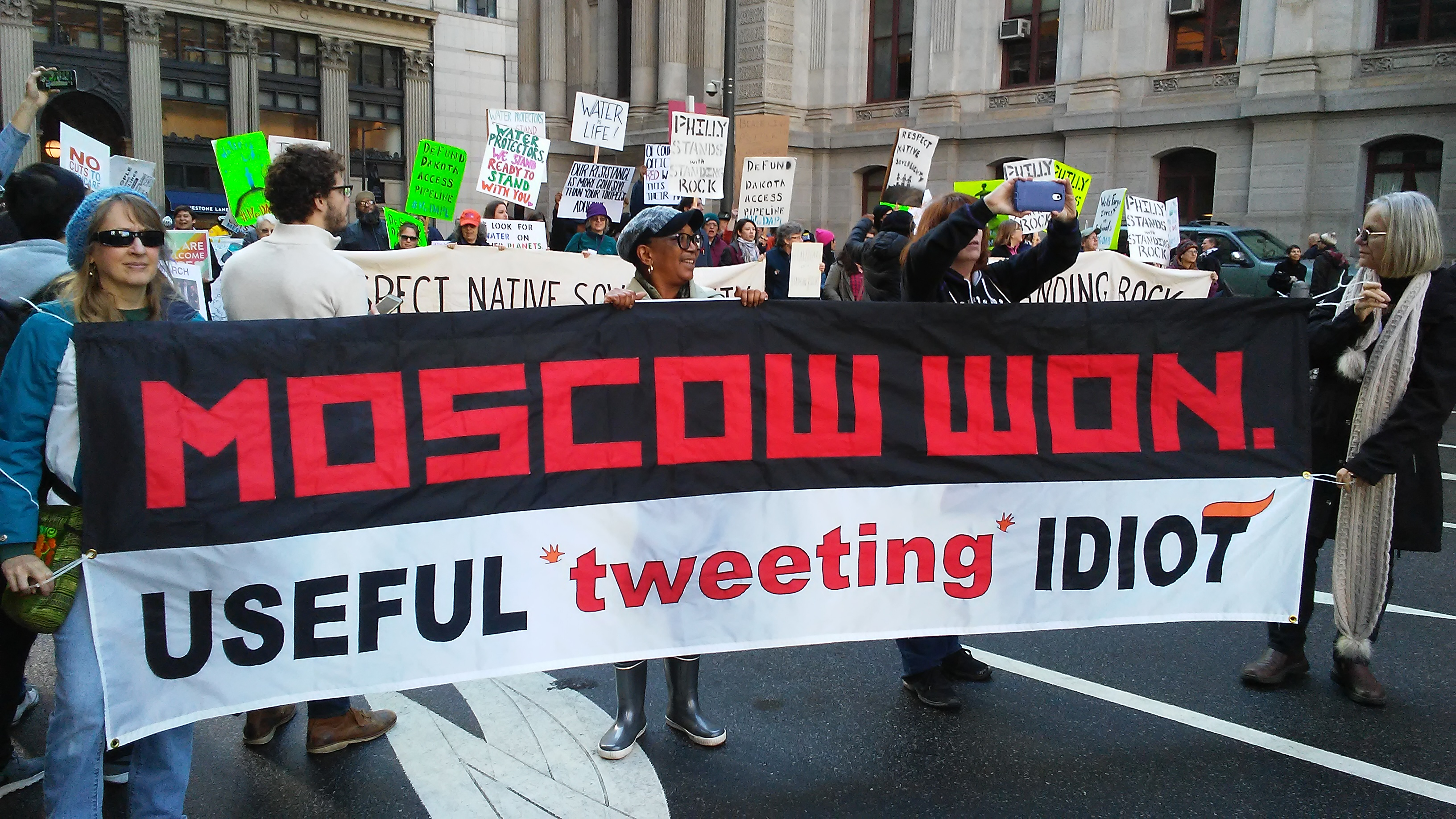
反川普人士深信川普与俄罗斯合谋干预美國大選

自從唐納·川普贏得2016年美國總統選舉後，俄羅斯總統普丁向其伸出橄欖枝，願與其展開合作。有論點認為在川普領導下的美國可能會與俄羅斯展開談判，實現關係緩和，川普政府或扭轉自1970年代尼克森以來的「聯中制俄」策略，改為「聯俄制中」。

但是川普也面臨對國會對俄羅斯的兩難，例如川普無法直接不聽國會的話，可能須接受自己無法否決的對俄羅斯制裁案。最後川普在通俄門危機中，於2017年8月2日簽下「綁住自己手腳」的法案。美国政府在其于2017年12月发布的新版国家安全战略报告中把俄罗斯和中华人民共和国一起列为美国的“头号威胁”，显示出美国政府内部的反俄集团实力强大，也意味着美俄关系短期内无法得到彻底改善。
2018年2月7日，美軍在敘利亞代尔祖尔省與據報大部分是俄羅斯私人軍事服務公司僱傭兵的約500名親敘利亞政府部隊交火，造成200至300名親敘政府部隊人員喪生，美軍則無傷亡。
2018年3月，俄羅斯前特工謝爾蓋·斯克里帕爾及其女兒在英國遭神經毒素毒害，引发英俄关系紧张。美國政府支持英国立场，驅逐60名俄羅斯外交官，並關閉俄罗斯驻西雅圖領事館。俄羅斯在30日驅逐60名美國外交官，關閉聖彼得堡的美国領事館。
2019年，特朗普政府向參與建造輸送俄羅斯天然氣到德國的北溪2號管道的公司實施制裁，導致北溪2號完工日期推遲。同年，因俄烏戰爭的緣故，美國政府宣佈拒絕承認於克里米亞或頓巴斯俄佔地區簽發的俄羅斯護照，相關持照人亦不得入境美國。
2020年10月7日，俄羅斯總統普京在接受全俄广电俄罗斯-1频道採訪時表示，在特朗普执政期间，美对俄制裁或扩大制裁达到46次。
2020年12月10日，美國国务院致函美國国会，表示将关闭位于俄罗斯海参崴领事馆，并暂停叶卡捷琳堡领事馆的作业。同月，美国国务院宣布俄驻美外交人员的任期限制為三年。

#### 拜登政府
2021年3月，美国情报官员表示，俄罗斯总统普京可能试图操纵2020年美国总统大选。美国总统喬·拜登在談到納瓦利內時认为俄罗斯总统普京是一位“刽子手”，並警告俄罗斯必将为再次干预美国大选付出代价。俄羅斯於是召回驻美國大使。
2021年4月15日，拜登下令美國財政部對俄羅斯16個組織及16名人士實施制裁。美國國務院同時宣布，驅逐10名俄羅斯駐美國大使館外交人員。同時波兰外交部宣布3名俄罗斯驻波兰大使馆外交官为“不受歡迎人物”。4月16日，俄罗斯外交部长拉夫罗夫宣布驱逐10名美国驻俄外交人员。4月23日，俄罗斯总统普京签署一项总统令，对外国不友好行为采取反制措施。4月26日，俄罗斯外交部宣布将美国列入不友好国家名单。
2021年5月19日，拜登政府宣佈解除對於北溪2號管道的一些制裁措施。2021年9月，北溪2號管道完工。
2021年6月16日，美國總統喬·拜登和俄羅斯總統弗拉基米爾·普京於在瑞士日內瓦舉行峰會，會後美俄雙方發表聯合聲明，宣布兩國將就軍控等問題開展雙邊戰略穩定對話。
2021年7月30日，俄罗斯宣布禁止美國駐俄羅斯大使館保留或聘用俄籍雇員或第三国雇員。8月2日，美國要求24名俄罗斯外交官在9月3日签证到期之前离开美国。11月28日，美國要求27名俄國外交官及其家屬於2022年1月30日離美。12月1日，俄羅斯要求派駐俄超過3年的美國大使館人員最晚須在2022年1月31日搭機返美。
2021年12月7日，俄罗斯总统普京与美国总统拜登举行了2个小时的闭门视频会谈。12月8日，拜登表示如果俄羅斯入侵烏克蘭，美國將不會單方面出兵協助烏克蘭。12月30日，美国总统拜登与俄罗斯总统普京就乌克兰局勢电话交谈了近一个小时。拜登重申若烏克蘭局勢升级或俄方侵略乌克兰，美国将对俄罗斯实施严厉制裁。普京表示，美国的这种举动可能会导致两国关系完全破裂。
2022年1月9日至10日，俄美在日内瓦进行俄美安全保障谈判。同年2月17日，俄羅斯外交部發言人瑪麗亞·扎哈羅娃指出，為了因應美方驅逐俄駐美使館某位公使銜參贊，因此其決定驅逐美駐俄副大使高仁斌（前駐華使館副安全官）。美國國務院認定此為俄方的升級手段。
2023年2月3日，美国司法部长梅里克·加兰2月3日与乌克兰总检察长科斯廷在华盛顿会面，期间加兰宣布将把从俄罗斯寡头那里没收的资金首次转交给乌克兰，用于进一步援助该国。同日，美国国防部宣布向乌克兰提供21亿7500万美元的新一轮军事援助，其中包括首次向乌方提供射程可达约150公里的远程火箭弹。俄罗斯总统新闻秘书佩斯科夫同日就此发出警告。
2023年2月12日，美国驻俄大使馆再次发布公告再次提醒美国公民不要前往俄罗斯旅行，并敦促居住在俄罗斯的美国公民立刻离境。美国发布的公告称：“由于俄乌冲突不可预测的后果，俄罗斯政府安全官员可能骚扰或拘留美国公民并任意执行当地法律，进出俄罗斯的航班受到限制，大使馆协助在俄美国公民的能力有限，同时存在发生恐怖主义事件的可能性。”路透社13日称，美国大使馆去年2月份在俄对乌克兰实施“特别军事行动”后曾发出过类似警告，此后一直没有改变这样的建议。
2023年3月29日，美國以俄罗斯暂停参与新削减战略武器条约為由停止同俄方交换有关其核武器库存的详细数据。
2023年当地时间2月23日，包括美国在内的七国集团（G7）财长和央行行长在印度班加罗尔举行会议。乌克兰财长马尔琴科也在线出席了会议。七国集团在会上通过了一项向乌提供总额390亿美元的财政与经济援助的联合声明，该计划金额较去年12月提出的320亿美元有所增加，其中日本将拨款55亿美元。
2023年2月24日，美国国务院声明，美国政府将向乌克兰提供约100亿美元的援助，包括为乌克兰政府提供预算支持，以及帮助受冲突影响的乌克兰人。同日，美国国防部长劳埃德·奥斯汀声明，在过去一年，美国向乌克兰提供了超过320亿美元的军事支持。奥斯汀说，这包括超过1600套“毒刺”防空导弹系统，超过8500套“标枪”反坦克导弹系统等。美国国防部当天还表示，宣布美国向乌克兰提供新一轮价值20亿美元的军事支持。
2023年5月19日，美國宣布對俄羅斯實施新一輪制裁措施，包括俄方的能源企業和軍工供應鏈，涉及20多個國家或司法管轄區的22人和104個實體實施制裁，而美國國務院則針對近200人、實體、船隻和飛機實施制裁，屬有史以來最嚴厲的制裁措施。俄羅斯外交部則宣佈禁止500名美國公民入境，其中包括美國前總統奧巴馬。
2023年9月14日，俄罗斯外交部认为美国驻俄使馆一等秘书杰弗里·西林及二等秘书大卫·伯恩斯坦的行为与外交人员身份不符，宣布两人为“不受欢迎的人”，并要求他们在7天内离境。
2024年4月，俄罗斯扣押摩根大通4.4亿美元资产，而此前俄羅斯的資產因被美国制裁而被困住。

#### 第二届特朗普政府
自特朗普2025年1月第二次就职美国总统以来，美俄关系出现重大转弯。
2025年2月12日，特朗普与普京进行电话会谈，双方讨论不同议题，包括启动结束俄乌和平谈判，并安排了一场领导人会议。特朗普在通话后表示会谈“立即”进行，将由美国国务卿馬可·魯比奧、总统国家安全事务助理迈克·华尔兹、中央情報局局長约翰·拉特克利夫和特使史蒂夫·维特科夫牵头。特朗普宣布将在沙特阿拉伯会见普京，沙特王储兼首相穆罕默德·本·薩勒曼也将参与会谈，但王储当时还没做出决定。
2月15日，俄罗斯外长拉夫罗夫与美国国务卿卢比奥进行电话会谈，双方讨论了俄乌战争、美俄沙特阿拉伯高级别会谈，以及合作解决中东危机机会等议题。这是美俄外长近两年来的第一次通话，标志着美俄两国正恢复定期联络。
克里姆林宫新闻秘书德米特里·佩斯科夫2月17日表示，利雅得会谈将涉及“恢复美俄各领域关系、为可能进行的乌克兰问题谈判安排准备工作、筹备美俄两国元首会晤的事宜”。美國國務院發言人塔米·布鲁斯同日表示，此次会谈将探讨停战的可能性，若成行，后续将安排更详细的谈判。俄罗斯外长拉夫罗夫排除了欧盟国家参与会面的可能性。他还表示，根据普京与特朗普早前的通话，两国领导人同意“结束我们两个大国除技术和人道主义问题外，实际上停止任何接触的绝对不正常时期”。会谈开始前不久，俄罗斯主权财富基金主席基里尔·德米特里耶夫与美国代表团会晤，讨论两国经济关系。

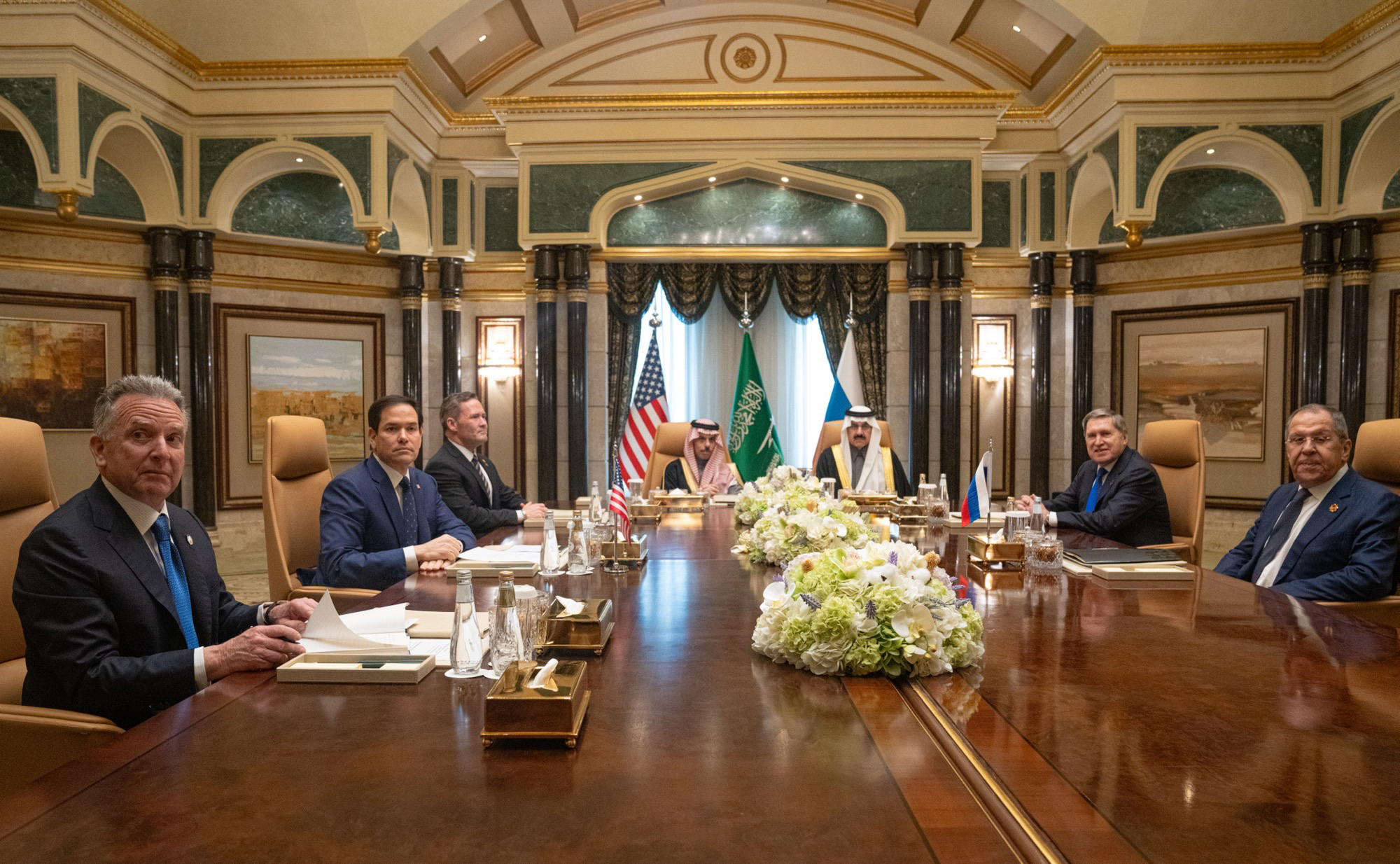
美俄官员沙特阿拉伯会晤

2025年2月18日，利雅得峰会正式举行，美方与会人员包括卢比奥、华尔兹、维特科夫，俄方代表包括拉夫罗夫、普京总统助理尤里·乌沙科夫。沙特外交部长费萨尔·本·法尔汉·阿勒沙特、沙特国家安全顾问穆萨阿德·本·穆罕默德·艾班列席。代表团同意开展结束乌克兰战争谈判进程（但不邀请乌克兰人参加谈判）、在美俄两国之间设立高级别联络机制、推动两国最终实现经贸外交关系正常化。此外，双方同意恢复外交使团至正常水平。
俄罗斯外交政策总统顾问尤里·乌沙科夫（Yuri Ushakov）利雅得会议后表示，特朗普与普京峰会的准备工作已经开始，具体日期尚未确定。基里尔·德米特里耶夫表示，双方还讨论了恢复北极能源共同勘探项目的可能性；受2018年经济制裁措施影响，埃克森美孚结束了与俄罗斯石油的合作关系。此次利雅得会面是三年来双方最广泛的一次谈判，舆论认为会议代表两国关系180度大转变。在同日的记者会上，特朗普表示可能在2月晚些时候与普京会面。卢比奥表示两人的会面“很大程度上取决于我们能否在结束乌克兰战争方面取得进展。”
2月21日，俄罗斯向乌克兰发动新一轮袭击，特朗普表示泽连斯基和拜登早就应该阻止袭击发生，可他们就是“让”普京袭击。他表示泽连斯基和普京应进行终战谈判，避免更多年轻士兵和数百万平民死亡。
2月24日，美国对谴责俄罗斯入侵的联合国大会第ES-11/7号决议投下反对票。
3月26日，俄罗斯新任驻美大使抵达美国首都华盛顿。
8月15日，美國總統唐納德·特朗普與俄羅斯總統弗拉基米爾·普京在美國阿拉斯加州會面。美俄領導人主要就解決俄烏戰爭尋求長期和平解決方案。

## 體育賽事
2014年冬季奧運會，因為俄羅斯出兵占领了克里米亞和介入烏克蘭內戰，加上國內通過法律打壓LGBT的人權爭議，美國國內雖有批評要求杯葛冬奧，但最終代表團如期出發，只是奧巴馬不出席冬奧開幕式。
2016年夏季奧運會前，美國等國呼籲國際奧委會對嚴重禁藥醜聞的俄羅斯實施全面禁賽，俄國當局批評這是「政治陰謀」，而国际奥委会则在7月24日宣布，决定不对俄罗斯全队禁赛，資格交由各單項體育聯合會決定，最終代表團數目從389人降至291人，其中舉重被全面禁賽，划船、田徑被大部分禁賽，14項目全部的參賽者都可參與當屆奧運。媒體認為全面將俄羅斯摒除在里約奧運，包括賽程縮水、奧運失焦、賽程大亂以及門票銷售，影響層面過於廣泛恐是考慮主要因素。也有人指控說會這麼當時國際奧委會主席托馬斯·巴赫不想得罪普京，便不全面禁賽。